# Берёзкино (Глинковский район)
Берёзкино — деревня  в  Смоленской области России,  в Глинковском районе. Расположена в центральной части области  в 10  км к юго-востоку от села Глинка на автодороге Р96 Новоалександровский(А101)- Спас-Деменск — Ельня — Починок .
Население — 155 жителей. (2007 год). Административный центр Бердниковского сельского поселения.